# 酸藤
酸藤（学名：Urceola rosea；臺語：鹽酸仔藤、羌仔藤），又名酸叶胶藤，为夹竹桃科水壶藤属下的一个种。
分布爪哇、蘇門答臘至華南及台灣，普遍生長於低海拔山間林緣，常造成大藤本纏繞於樹冠上。
常綠攀緣灌木，小枝纖細，全株具白色乳汁。葉對生，卵狀橢圓形，長3～7cm，兩面光滑，葉背側脈及葉柄長呈紅色。圓錐狀聚繖花序頂生，花小，粉紅色，花冠略壺形，5裂。
蓇葖果二枚，叉開成一直線，長圓錐形，長約13cm，青綠色;種子多數，扁平，頂端有白色冠毛。

## 用途
酸藤浸泡於溪水中仍可保有生命力，因此臺灣木梓一帶大武壠族人常以帶皮的酸藤作為魚笱或大笱頭的材料，可做成魚笱的捆篾、固定魚笱竹篾與捆篾的繩索，或固定大笱頭竹篾的繩索，製作的成品無論日曬或泡水都仍很耐久。
酸藤葉子和果實都有酸味，亦是小林部落大武壠族孩童在野外遊玩的零嘴。